# Tai Po FC
Tai Po FC (chinesisch 大埔足球會 / 大埔足球会, Pinyin Dàbù Zúqiúhuì, Jyutping Daai6bou3 Zuk1kau4wui2, englisch Tai Po Football Club) ist ein 2002 gegründeter Fußballverein aus Hongkong. Der Tai Po FC spielt in der Hong Kong Premier League, der höchsten Liga der chinesischen Sonderverwaltungszone Hongkongs und ist aufgrund des Sponsorvertrags mit dem Hauptsponsor Wofoo Social Enterprises dort als Wofoo Tai Po (和富大埔) in der Liga gelistet. Von seinen Fans wird die Mannschaft der Tai Po FC umgangssprachlich auch als Green Warriors (綠戰士) bezeichnet. (Stand 2022)

## Vereinsgeschichte
Der Fußballverein Tai Po FC wurde am 3. September 2002 vom Rat der Distriktverwaltungsrat Tai Po (大埔區議會, englisch Tai Po District Council) in Hongkong zur Fußballsaison 2002–2003 gegründet. Gestartet in der dritten Liga Hongkongs, erlangte der Verein gleich in der Saison 2003 / 2004 den Tabellensieg und gelangte innerhalb von 2 Jahren in die First Division zur Saison 2006–2007. Tai Po FC ist somit die erste Mannschaft der dritten Liga, welche den Aufstieg in die First Division Hongkongs gelang. Nach einem siebten Platz als Aufsteiger beendete der Club die Saison 2007–2008 auf Platz 3 in der First Division der Liga. Der Verein schaffte zur Saisonanfang 2014–2015 den Aufstieg zur 2014 neugeschaffene höchste Spielklasse, der Hong Kong Premier League und stieg nach kurzer Aufenthalt aufgrund schlechter Spielbilanz und mittelmäßiger Leistung wieder in den nun zweithöchsten Spielklasse der Hong Kong Football Association, der First Division, zur Saisonende ab. Nach einer erfolgreichen Saison 2015–2016 als Tabellenführer in der First Division spielt der Tai Po FC wieder seit Saisonanfang 2016–17 in der höchsten Spielklasse, der Hong Kong Premier League, die der Verein mit dem sechsten Platz zum Saisonende beendete.
Seit der Aufstieg zur Saison 2016–17 spielt der Verein wieder in der höchsten Spielklasse, der Hong Kong Premier League. In den Saisons von 2019–20 bis zum Saison 2021–22 zog sich der Verein aus der Liga zurück, aufgrund der COVID-19-Pandemielage in Hongkong. (Stand 2022)

## Stadion

### Heimstadion
Der Verein hat kein eigenes Heimstadion und trägt seine Heimspiele in den lokalen Sportstätten der Regionalregierung aus. Das „Heim-Gast-Nutzungsvergabesystem“ der Hongkonger Regierung und des HKFAs vergibt seit 2009 jede Spielsaison saisonal die lokalen Sportstätte als Heimstadion neu. In der Saison 2022–23 trägt der Verein seine Heimspiele im lokalen Sportplatz dem Tai Po Sports Ground ⊙ im Distrikt Tai Po in den New Territories aus. Der Tai Po Sports Ground hat eine maximale Kapazität von 3200 Sitzplätze. Der Eigentümer des am 23. September 1992 eröffneten Stadions ist das Hong Kong Government und der Betreiber ist das Leisure and Cultural Services Department (LCSD). (Stand Oktober 2022)

## Vereinserfolge

### National

#### Liga
- Hong Kong Premier League

Meister: 2018/19, 2024/25
- 1st Division League

Meister: 2015/16  ▲
- 2nd Division League

Meister: 2013/14  ▲
- 3rd Division League

Meister: 2003/04  ▲

#### Pokal
- Hong Kong FA Cup

Sieger: 2009
Finalist: 2017/18
- Hong Kong Senior Challenge Shield

Sieger: 2012/13
Finalist: 2018/19
- Sapling Cup

Sieger: 2016/17
Finalist: 2017/18

### International
- AFC Cup

 Gruppenphase 2010
 Gruppenphase 2019
Quelle: Hong Kong Football Association, Soccerway, The Rec.Sport.Soccer Statistics Foundation (RSSSF)

## Besten Torschützen seit 2014
| Saison    | Name | Tore |
| --------- | --- | ---- |
| 2014/2015 | Vincent Weijl | 8    |
| 2015/2016 | Caleb Ekwegwo | 17   |
| 2016/2017 | Lucas Espindola da Silva | 11   |
| 2017/2018 | Igor Sartori | 9    |
| 2018/2019 | Igor Sartori | 8    |
| 2019/2020 | -->style="background-color: var(--dewiki-hintergrundfarbe1); color: #808080; vertical-align: middle; text-align:center; text-transform: capitalize;" \| – | –    |

## Trainerchronik
| Trainer         | von              | bis              |
| --------------- | ---------------- | ---------------- |
| Hiu-Ming Chan   | 1. Juli 2006     | 30. Juni 2007    |
| Tim Bredbury    | 31. Juli 2007    | 9. Oktober 2007  |
| Ho-Yin Chan     | 1. Juli 2008     | 30. Juni 2009    |
| Po-Chuen Cheung | 1. Juli 2008     | 30. Juni 2013    |
| Ka-Yiu Pau      | 1. Juli 2013     | 30. Juni 2016    |
| Chi-Kin Lee     | 4. Juli 2016     | 30. Juni 2019    |
| Hoi-Man Fung    | 29. Juli 2019    | 29. Mai 2020     |
| Davor Berber    | 1. Januar 2020   | 1. November 2020 |
| Ivan Kurtusic   | 15. Januar 2020  | 8. Juni 2020     |
| Yuk-Chi Chan    | 1. November 2020 | 10. Juli 2022    |
| Hang-Wui Li     | 11. Juli 2022    | 31. Mai 2023     |
| Chi-Kin Lee     | 21. Juni 2023    |                  |